# Podgórki (Świerzawa)
Podgórki (deutsch: Tiefhartmannsdorf, vormals auch Hartmannsdorf) ist ein Ort in der Stadt- und Landgemeinde Świerzawa im Powiat Złotoryjski der Woiwodschaft Niederschlesien in Polen.

## Geographische Lage
Podgórki liegt an der Woiwodschaftsstraße 365 im Bober-Katzbach-Gebirge, etwa elf Kilometer nordöstlich von Jelenia Góra (Hirschberg) und acht Kilometer südsüdwestlich von Świerzawa (Schönau an der Katzbach) in einem Tal, das von einem Bach durchflossen wird.

## Geschichte

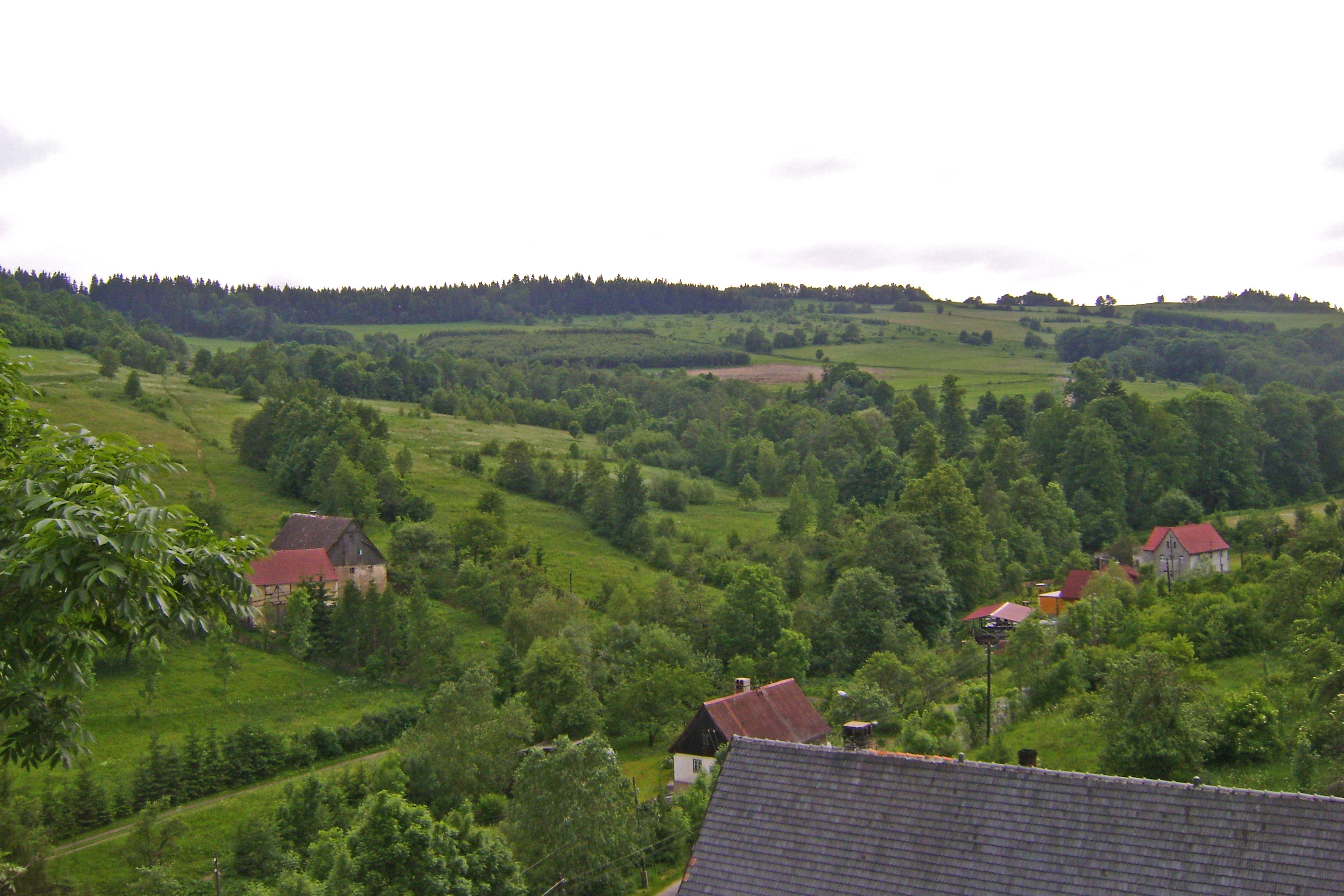
Ortsansicht 2010

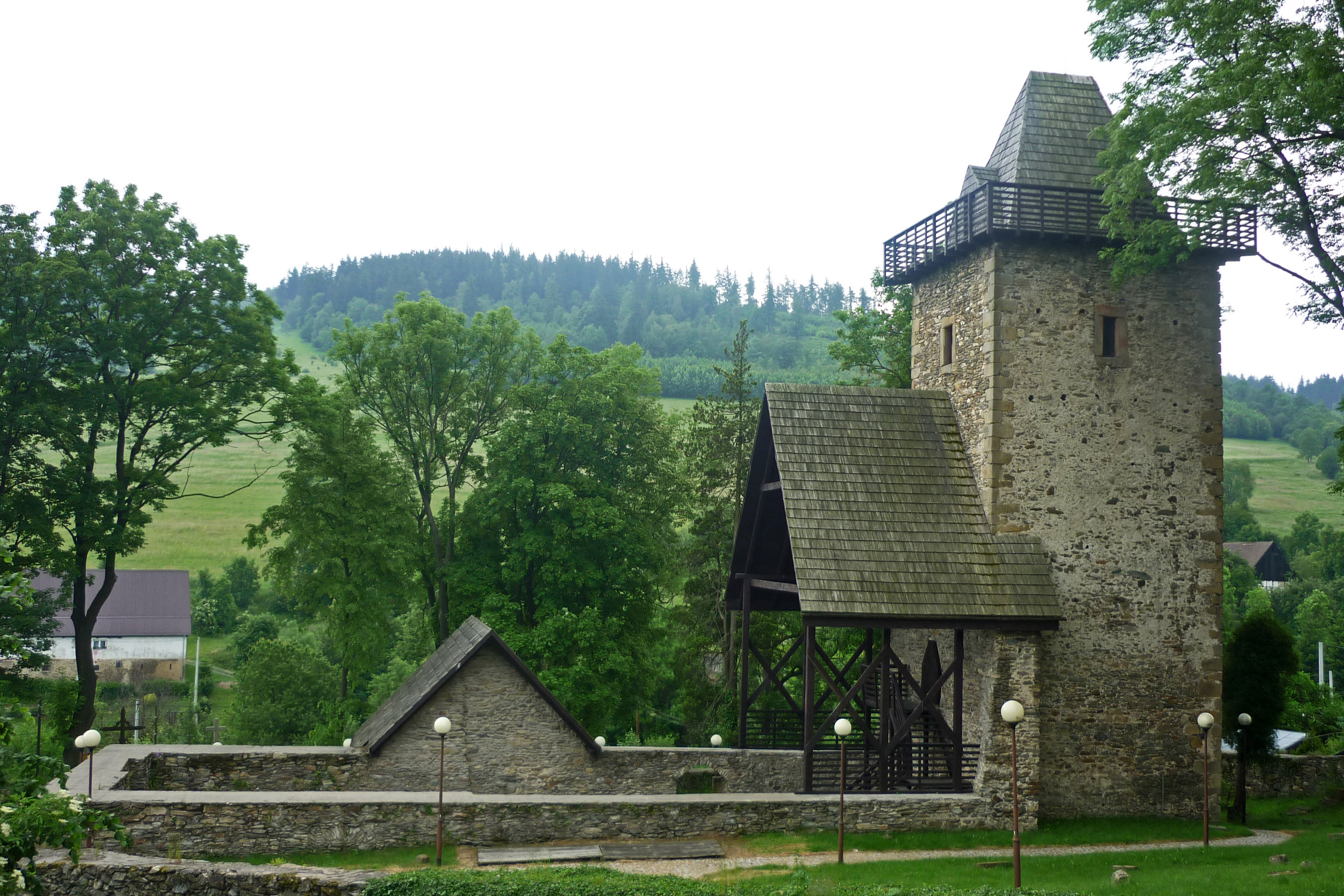
Sanierte Kirchenruine heute

„Hartmanni villa“, das am Rand des Grenzhags entstanden war, wurde erstmals um das Jahr 1300 erwähnt. Es gehörte zum piastischen Herzogtum Schweidnitz-Jauer, das nach dem Tod des Herzogs Bolko II. von Schweidnitz 1368 erbrechtlich an die Krone Böhmen fiel, wobei Bolkos II. Witwe Agnes von Habsburg bis zu ihrem Tod 1392 ein Nießbrauch zustand.
Im 14. Jahrhundert war Hartmannsdorf zum Besitz der reichsgräflichen Familie Schaffgotsch; 1595 wurde Tief Hartmannsdorf den Brüdern Georg und Heinz von Elbel verkauft, die es an Johann von Zedlitz und Balzer Reder verpfändeten. Letzterer veräußerte seinen Anteil am 25. August 1597 an Bernhard von Zedlitz. Tiefhartmannsdorf war damit einer der ältesten Besitze des in Schlesien seit dem 13. Jahrhundert angesessenen Familienzweigs der Herren von Zedlitz. Zu Tiefhartmannsdorf gehörten auch ein Marmorbruch sowie Kalköfen und mehrere Wassermühlen.
Nach dem Ersten Schlesischen Krieg fiel Tiefhartmannsdorf zusammen mit Schlesien an Preußen. Nachfolgend wurde es dem Kreis Schönau eingegliedert, mit dem es bis 1945 verbunden blieb.
Am Anfang des Jahres 1874 wurde als Besitzer des Ritterguts Tiefhartmannsdorf der königliche Schlosshauptmann von Liegnitz, Hugo Freiherr von Zedlitz und Neukirch (1816–1893) angegeben. Sein ältester Sohn Siegfried von Zedlitz-Neukirch-Tiefhartmannsdorf (1852–1922) wurde als aktiver Offizier zuletzt Oberst, und der Enkel Heinrich von Zedlitz-Neukirch, Generallandschaftsdirektor von Schlesien, erbte später den Hauptsitz der Familie in Neukirch, Krs. Goldberg.
Besitzer des Ritterguts Tiefhartmannsdorf war nach 1874 der Kunstmaler und Hochschullehrer Ferdinand Graf von Harrach, der es nach einer Erbschaft gekauft hatte. Er baute das barocke Schloss um und erweiterte es zugleich. 1874 wurde der Amtsbezirk Tief-Hartmannsdorf gebildet, dem die Landgemeinden Ratschin und Tiefhartmannsdorf sowie der Gutsbezirk Tiefhartmannsdorf eingegliedert wurden. Am 1. April 1927 betrug die Flächengröße des Ritterguts 467 Hektar, und am 16. Juni 1925 hatte der Gutsbezirk 87 Einwohner.
Als Folge des Zweiten Weltkriegs fiel Tiefhartmannsdorf mit dem größten Teil Schlesiens 1945 an Polen. Nachfolgend wurde es durch die polnische Administration in Podgórki umbenannt. Die einheimische deutsche Bevölkerung wurde, soweit sie nicht vorher geflohen war, vertrieben. Die neu angesiedelten Bewohner waren teilweise Zwangsumgesiedelte aus Ostpolen, das an die Sowjetunion gefallen war.
1959 wurde Podgórki nach Wojcieszów (Kauffung) eingemeindet.

## Sehenswürdigkeiten

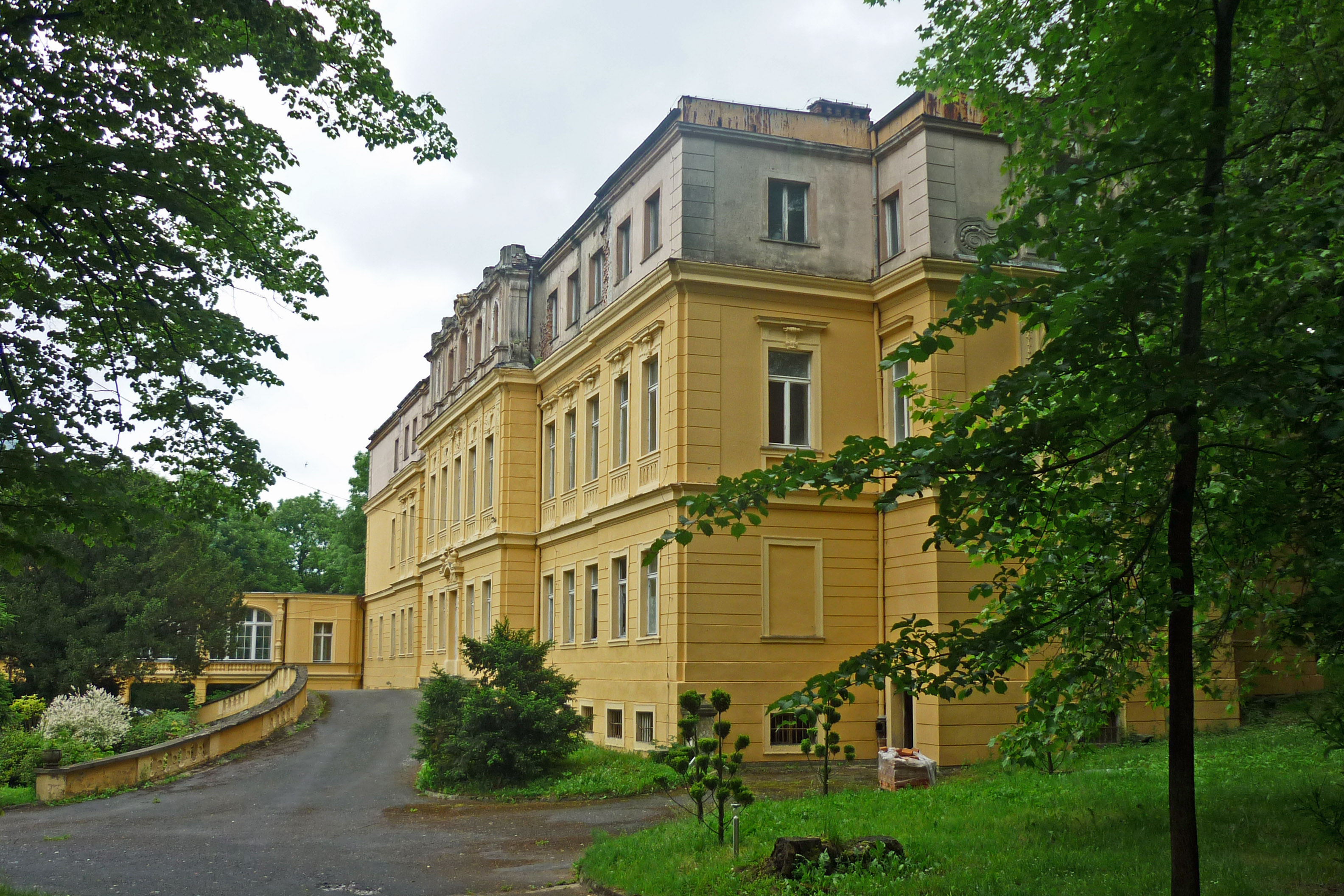
Schloss Podgórki

- Die vormalige Dorfkirche, die Anfang des 19. Jahrhunderts ausgebrannt war, wurde als Ruine saniert; der Kirchturm wird als Aussichtsturm genutzt. An der Ruine befinden sich Grabmäler vom Anfang des 17. Jahrhunderts.
- Das Schloss in Tiefhartmannsdorf wurde 1728 von Carl Gottlieb von Zedlitz erbaut. Die Herren von Zedlitz und Neukirch waren noch bis zum Jahre 1874 Besitzer von Tiefhartmannsdorf. Erst der königliche Zeremonienmeister und Schlosshauptmann zu Liegnitz Freiherr Hugo Konrad von Zedlitz und Neukirch, der das alte Familiengut 1849 übernommen hatte, veräußerte es nach 25 Jahren an den Grafen Ferdinand von Harrach. Dieser ließ das in dem Dorf gelegene Schloss durch den Berliner Architekten Martin Gropius grundlegend umbauen.[10] Nach Harrachs Tod war dessen Schwiegersohn Christoph Johann Friedrich Graf Vitzthum von Eckstädt (1863–1944), 1909 bis 1918 sächsischer Innen- und Außenminister, Besitzer des Schlosses. Nach dem Tod seines Sohnes ging das Schloss auf Ursula Gräfin Vitzthum von Eckstädt über, die bis zur Vertreibung in den 1940er Jahren im Schloss wohnte. In den 1960er Jahren brannte das Schloss teilweise aus. Es wurde später privatisiert.

## Einwohnerentwicklung
| Jahr | Einwohner | Anmerkungen |
| ---- | --------- | --- |
| 1818 | 1152      | Dorf mit Mutter- und Tochterkirche, Filiale von Kühnhausen, adlige Besitzung |
| 1825 | 1231      | darunter eine katholische Person; Dorf mit 229 Häusern, einem herrschaftlichen Schloss, drei Vorwerken, einer evangelischen Kirche (Bethaus), zwei evangelischen Schulen und einer katholischen Mutterkirche, im Besitz des Otto von Zedlitz befindlich |
| 1840 | 1350      | darunter 27 Katholiken; Dorf mit 224 Häusern, einem Schloss, drei Vorwerken, einer evangelischen Pfarrkirche, gestiftet 1743, und einer evangelischen Haupt- und Nebenschule, im Besitz des Landschaftsdirektors Otto von Zedlitz befindlich |
| 1852 | 1333      | [ 15 ] |
| 1855 | 1300      | [ 16 ] |
| 1867 | 1096      | am 3. Dezember; davon 1038 in der Landgemeinde und 58 im Gutsbezirk |
| 1871 | 1049      | am 1. Dezember; davon 990 in der Landgemeinde (941 Evangelische, 49 Katholiken) und 59 im Gutsbezirk (Evangelische, Katholiken) |
| 1905 | 947       | am 1. Dezember; davon 877 in der Landgemeinde, darunter 830 Evangelische (sämtlich mit deutscher Muttersprache) und 47 Katholiken (30 mit deutscher Muttersprache, sieben mit polnischer Muttersprache, zehn Katholiken sprechen eine andere Sprache), sowie 70 im Gutsbezirk, darunter 55 Evangelische (sämtlich mit deutscher Muttersprache) und 15 Katholiken (acht mit deutscher Muttersprache und sieben mit polnischer Muttersprache) |
| 1910 | 979       | am 1. Dezember, davon 898 in der Landgemeinde und 81 im Gutsbezirk |
| 1933 | 1115      | [ 20 ] |
| 1939 | 1083      | [ 20 ] |

## In Hartmannsdorf bzw. Tiefhartmannsdorf geboren
- Otto Friedrich Conrad von Zedlitz (1747–1820), preußischer Landrat
- Ferdinand von Harrach (1832–1915), Landschafts-, Historien- und Porträtmaler
- Hans-Werner Ludwig (* 1934), deutscher Anglist und Literaturwissenschaftler
- Dieter Scholz (1937–2024), deutscher Schauspieler und Theaterleiter